# Општина Гарчени (Васлуј)
Гарчени (рум. Gârceni) општина је у Румунији у округу Васлуј.
Oпштина се налази на надморској висини од 363 m.